# Séisme du 28 septembre 1453 à Florence

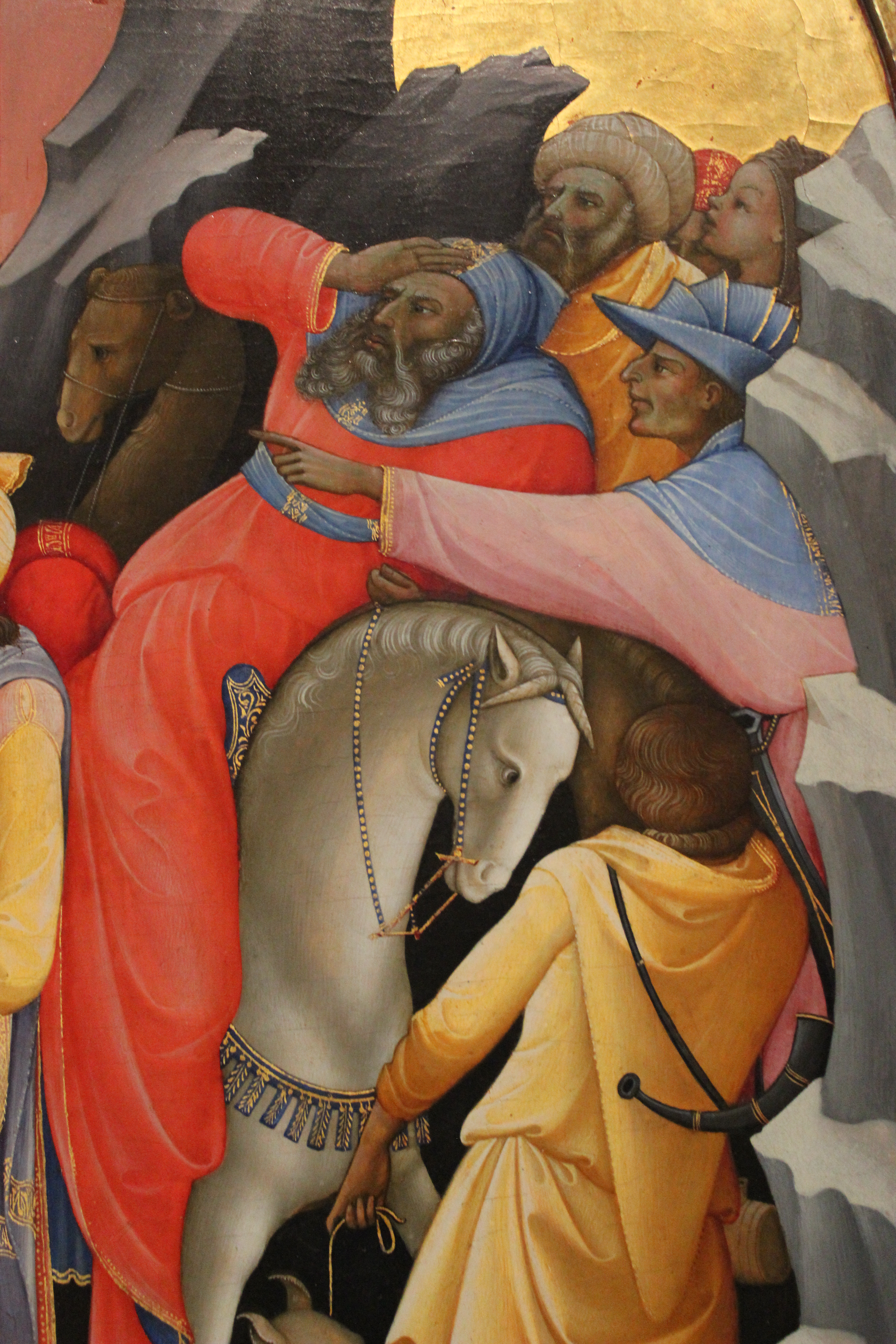
Les Rois mages, peinture de Lorenzo Monaco pour l'église Sant'Egidio construite peu avant le séisme.

Le  séisme du 28 septembre 1453 à Florence est un événement sismique  qui a eu lieu le  28 septembre à 22,45 heures  à Florence en Toscane, en particulier dans la zone est de la ville. La magnitude est estimée à 5.3 de l' échelle de Richter  et l'épicentre situé dans la zone montueuse au nord-est de Florence.
Les principaux dommages se trouvent à l'est de la ville où sont atteints les VII-VIII degrés de l'échelle de Mercalli, tandis qu'en ville les effets avoisinent le degré VII de la même échelle.
Le marchand Francesco Tommaso di Giovanni note dans son livre de raison le nombre et les effets des secousses. Ainsi, dès la première, survenue en pleine nuit, les habitants sortent précipitamment de leurs maisons, les filles pieds nus et en chemise.
Cette catastrophe survient après une épidémie de peste en 1448-1450. Cependant, la signature de la paix de Lodi, le 9 avril 1454, met fin au conflit qui opposait la république de Florence et celle de Venise au duché de Milan, ramenant la stabilité en Italie. La fête de la Saint-Jean de 1454, d'un faste exceptionnel, connue par la description minutieuse du chroniqueur Palmieri, montre le souci des autorités de rassurer la population et restaurer l'unité menacée de la cité. 